# Povijest svjetioničarstva
Povijest svjetioničarstva odnosi se na razvoj upotrebe tornjeva, zgrada ili drugih vrsta građevina, kao pomoć u plovidbi pomorskih pilota na moru ili na unutarnjim plovnim putovima.

## Predmoderno doba
Prije razvoja jasno definiranih luka, pomorci su se vodili vatrama zapaljenim na vrhovima brda. Budući da podizanje vatre na veću visinu poboljšava vidljivost, postavljanje vatre na platformu postalo je praksa koja je dovela do razvoja svjetionika. U antici je svjetionik funkcionirao više kao oznaka ulaza u luke nego kao signal upozorenja za grebene i rtove, za razliku od mnogih modernih svjetionika.

### Grčko-rimsko razdoblje
Prema Homerovoj legendi, Palamed iz Nauplia izumio je prvi svjetionik, iako su prvi sigurno dokazanw svjetionik bio Svjetionik u Aleksandriji (kojeg je projektirao i izgradio Sostrat iz Knida) i Kolosa s Rodosa. Međutim, Temistoklo je ranije napravio svjetionik u luci Pirej pored Atene u 5. stoljeću prije Krista, u suštini mali kameni stup s vatrom svjetionika.
Pisani opisi i crteži Aleksandrijskog Pharosa pružaju informacije o svjetionicima, ali sam se toranj srušio tijekom potresa mnogo stoljeća nakon što su ga Grci izgradili, u 3. stoljeću prije Krista. Netaknut Herkulov toranj na A Coruñi i ruševine svjetionika Dover u Engleskoj daju uvid u gradnju; drugi dokazi o svjetionicima postoje na prikazima na kovanicama i mozaicima, od kojih mnogi predstavljaju svjetionik u Ostiji. Postoje i novčići iz Aleksandrije, Ostije i Laodiceje u Siriji.
Iako dokazi pružaju uvid u vanjsku strukturu tih građevina, postoje mnogi nedostaci u dokazima koji se tiču manje vidljivih aspekata građevina. Ostaci u A Coruñi i Doveru pomažu odrediti kako su funkcionirale ove svjetioničke strukture. Vatra se vjerojatno održavala lokalno dostupnim gorivima kao što su drvo i vjerojatno ugljen, a do gornje prostorije Herkulovog tornja vodi veliki dimnjak. Primjer iz Dovera u nekoj je fazi pretvoren u jednostavnu stražarsku kulu.
Čuvari svjetionika možda su dodavali zapaljive tekućine kako bi smanjili potrošnju goriva i održali svjetlost stabilnom tijekom jakog vjetra, ali u literaturi iz tog vremena postoji jako malo podataka o ovome. Također je moguće da su stakleni prozori štitili vatru od vjetra, a velika zrcala mogla su pomoći u projiciranju svjetlosne zrake što je dalje moguće. Vjerojatno je da je transport goriva i održavanje plamena na svjetionicima zahtijevalo ogroman trud. Na rtu Hatteras 1870-ih, bili su potrebni jedan svjetioničar i dva pomoćnika za održavanje plamen snažnih uljnih svjetiljki.
Iako nam umjetničke predstave pomažu u stvaranju vizualne slike tadašnjih svjetionika, one predstavljaju brojne probleme. Prikazi svjetionika na rimskim kovanicama, natpisima, rezbarijama i mozaicima predstavljaju nedosljedan pogled na stvarni izgled građevina. Većina prikazuje zgradu s dvije ili tri etaže koja se smanjuje u širini kako se penje. Ograničena veličina kovanica mogla je natjerati proizvođača novčića da promijeni sliku kako bi stala na površinu novčića. Sličnost u prikazima svjetionika više je simbolična nego točna predstava pojedinih svjetionika.

### Europa
Tijekom srednjovjekovnih vremena rimski su svjetionici polako izašli iz funkcije, ali neki su ipak ostali funkcionalni, poput Farum Brigantium, danas poznatog kao Herkulov toranj, u A Coruñi u Španjolskoj i drugi u Sredozemnom moru, poput Lanterna u Genovi. Kako se plovidba poboljšavala, svjetionici su se postupno širili u zapadnu i sjevernu Europu. Jedan od najstarijih svjetionika u Europi je Svjetionik Hook, smješten u Hook Headu u okrugu Wexford u Irskoj. Izgrađena je tijekom srednjovjekovnog razdoblja, u čvrstom kružnom dizajnu.
Stoljeće kasnije, u kasnom srednjem vijeku, 12 metarsku kulu je sagradio Edward Crni Kraljević u Cordouanu blizu estuarija Gironde. Sto godina kasnije, 1581. godine, Henri III. zamolio je arhitekta Louisa de Foixa da sagradi novi. Izgradnja svjetionika trajala je dvadeset i sedam godina i konačno je dovršena 1611. Cordouan je simbolizirao je francusku pomorsku moć i prestiž. Unutrašnjost je imala raskošne kraljeve stanove, ukrašene stupove i freske. Njegova gornja razina obnovljena je između 1780. i 1790. godine, pri čemu je visina povećanas 49 m na 60 m, ugrađena je Argandovu svjetiljku i jedno od prvih paraboličnih zrcala koje je bilo okrenuto satnim mehanizmom koji je razvio urar iz Dieppea. Toranj je kasnije postao prvi koji je koristio revolucionarnu Fresnelovu leću, početkom 1820-ih.
U Britaniji su svjetionici bili u privatnom vlasništvu, a pravo na naplatu pristojbi bilo je putem naloga lokalnih vlasti ili krune. Zlouporaba tih dozvola dovela je do toga da su strani brodovi izbjegavali potražiti utočište na južnoj obali Engleske iz straha da će im biti naplaćene prostojbe, što je dovelo do gubitka niza brodova, od kojih je najznačajniji nizozemski trgovački brod Vreede, s kojim je 1800. godine izgubljeno 380 života.
Sa sve većim brojem izgubljenih brodova duž rute ugljena od Newcastle do Londona, Trinity House izgradio je 1609. svjetionik Lowestoft, par drvenih tornjeva s rasvjetnim tijelima za svijeće. Do kraja 18. stoljeća, svjećice, ugljen ili drveni požari korišteni su kao svjetiljke za svjetionike, poboljšani 1782. kružnim fitiljem uljnom Argandovom svjetiljkom, prvim 'katoptrijskim' zrcalnim reflektorom 1777. i Fresnelovim 'dioptrijskim' sustav leća 1823. brod-svjetionik Nore uspostavljen je kao prvo plutajuće svjetlo na svijetu 1732. godine.
Nakon reformi Zakona o svjetionicima iz 1836. godine kojim je Trinity House prihvatio ovlasti ubiranja posljednjih privatnih svjetionika i započeo obnavljanje i nadogradnju svog svjetionika, vlasnici su ipak uspjeli prikupiti velike dažbine, od kojih su najveće bile za Svjetionik Smalls koji je 1852. prikupio £23,000, a Trinity House je bio prisiljen potrošiti preko milijun funti na otkup najma, uključujući £444,000 za Svjetionik Skerries.

## Moderni svjetionici
Era modernih svjetionika započinje na prijelazu iz 17. u 18. stoljeće, dok je gradnja svjetionika cvjetala u koraku s rastom transatlantske trgovine. Napredak u konstrukcijskom inženjerstvu i nova i učinkovita rasvjetna oprema omogućili su stvaranje većih i snažnijih svjetionika, uključujući i one izložene moru. Funkcija svjetionika pomaknula se prema pružanju vidljivog upozorenja protiv opasnosti od transporta, poput kamenja ili grebena.

#### Svjetionik Eddystone
Eddystone Rocks, veliki greben u blizini Plymouth Sounda u Engleskoj i jedna od glavnih opasnosti brodoloma za pomorce koji plove kroz La Manche, bio je mjesto mnogih tehničkih i konceptualnih dostignuća u izgradnji svjetionika. Poteškoće u stvaranju uporišta na opasnim stijenama, posebno u teškim uvjetima na moru, dugo su obeshrabrivale bilo kakve pokušaje da se na te stijene postavi bolo kakav signal upozorenja.
Prvi pokušaj bila je osmerokutna drvena građevina, usidrena s 12 željeznih stupova osiguranih u stijeni, a sagradio ju je Henry Winstanley od 1696. do 1698. godine. Kula se na kraju pokazala kratkotrajnom - Velika oluja 1703. izbrisala je gotovo svaki trag svjetionika. Nakon uništenja prvog svjetionika, kapetan Lovett uzeo je stijenu u zakup, a aktom Parlamenta postalo je dopušteno naplaćivati brodovima prolaz po cijeni od jednog penija po toni. Uposlio je Johna Rudyarda (ili Rudyerda) da projektira novi svjetionik u obliku stožaste drvene konstrukcija oko jezgre od cigle i betona. Iz njega je prvi put zasjalo privremeno svjetlo a posao je završen 1709. To se pokazalo trajnijim, i služilo je do 1755. godine kada je izgorjelo do temelja. 
Građevinski inženjer John Smeaton obnovio je svjetionik u periodu od 1756. do 1759; njegov toranj označio je veliki korak naprijed u dizajnu svjetionika i ostao u upotrebi do 1877. Oblikovao je oblik svog svjetionika prema hrastu, koristeći granitne blokove. Pionir je u korištenju "hidrauličnog vapna", oblika betona koji se stvrdnjavai pod vodom, i razvio tehniku učvršćivanja granitnih blokova pomoću spoja golubljih repova i mramornih klinova. Značajka spoja golubljih repova služila je poboljšanju strukturne stabilnosti, premda je Smeaton također morao suziti debljinu tornja prema vrhu, zbog čega je toranj savio iznutra s blagim gradijentom. Ovaj je profil imao dodatnu prednost jer je dopuštao da se dio energije valova rasprši pri udaru sa zidovima.
Izgradnja je započela na lokaciji u Millbayu, gdje je Smeaton sagradio mol i radno dvorište u jugozapadnom uglu luke za istovar i obradu kamena. Drvene šine od 107 cm postavljene su na ravna vozila na četiri kotača na kojima je kamen premještan uokolo. Ovdje je bio smješten 10-tonski brod, nazvan Eddystone Boat, kojim je obrađeno kamenje premještano na greben. Svjetionik je bio 22 metra visok i imao je promjer u osnovi 7.9 m, a na vrhu od 5.2 m.

#### Daljnji razvoj
Škotski inženjer Robert Stevenson bio je značajna osoba u razvoju dizajna i gradnje svjetionika u prvoj polovici 19. stoljeća. Godine 1797. imenovan je inženjerom novoformiranog odbora Sjevernih svjetionika, opće uprave za svjetionike za Škotsku i otok Man. Njegovo najveće postignuće bila je izgradnja svjetionika Bell Rock 1810. godine, jednog od najimpresivnijih inženjerskih podviga tog doba. Ova se struktura temeljila na dizajnu ranijeg svjetionika Eddystone Johna Smeatona, ali s nekoliko poboljšanih značajki, poput ugrađenih rotirajućih svjetala, s izmjenom crvenog i bijelog svjetla.
Stevenson je radio za Northern Lighthouse Board gotovo pedeset godina, a za to je vrijeme dizajnirao i nadzirao izgradnju i kasnije poboljšanje brojnih svjetionika. Radio je inovacije u odabiru izvora svjetlosti, nosačima, dizajnu reflektora, upotrebi Fresnelovih zrcala te u sustavima rotacije i okidanja dajući svjetionicima individualne karakteristike svjetla omogućavajući pomorcima da međusobno razaznaju svjetionike. Također je izumio pokretni krak i balansnu dizalicu kao nužni alat za izgradnju svjetionika.
Stevenson je uspostavio veliku dinastiju inženjera specijaliziranih za gradnju svjetionika - njegovi su potomci zaslužni za izgradnju većine svjetionika u Škotskoj tijekom sljedećeg stoljeća. Tri Robertova sina slijedila su ga putem: David, Alan i Thomas. Dvoje Davidove djece, David Alan i Charles Alexander, također su postali ugledni svjetioničari.
Alexander Mitchell dizajnirao je prvi svjetionik na zašarafljenim štapovima - njegov je svjetionik bio sagrađen na štapovima koji su bili uvijeni u pješčano ili muljevito dno mora. Izgradnja po njegovom dizajnu započela je 1838. godine na ušću Temze i bila je poznata kao svjetionik Maplin Sands, a prvi put je upaljen 1841. Međutim, iako je njegova gradnja započela kasnije, Svjetionik Wyre u Fleetwoodu u Lancashireu prva je zapaljena (1840.). 

#### Svjetionici u Americi
Prvi svjetionik u Americi bio je Boston Light, sagrađen 1716. godine u luci Boston. Svjetionici su ubrzo izgrađeni duž močvarnih obalnih linija od Delawarea do Sjeverne Karoline, gdje je plovidba bila teška i opasna. Općenito su građeni od drveta, koje je bilo lako dostupno. Zbog opasnosti od požara sve su se češće gradile zidane kule - najstariji zidani toranj bio je Svjetionik Sandy Hook, sagrađen 1764. godine u New Jerseyu .
Svjetionici s vijčanim gomilama korišteni su u zaljevu Chesapeake i duž obale Karolina u SAD-u. Prvo svjetlo s navojnim gomilama u Sjedinjenim Državama bilo je Brandywine Shoal u zaljevu Delaware. Posebno su postali popularni nakon građanskog rata kada je Svjetionički odbor odobrio politiku zamjene svjetionika u unutrašnjosti. Oko 100 tih složenih građevina izgrađeno je na obali Atlantskog oceana od zaljeva Delaware i Chesapeake do Florida Keys i Meksičkog zaljeva. Jedan od najpoznatijih tornjeva bio je Thomas Point Shoal Light - nazvan je „najljepšim primjerom kolibe s vijčanim gomilama bilo gdje u svijetu“.
Dana 3. ožujka 1851. američki je kongres donio "Zakon o odobravanju izdvajanja za svjetionike, plutajuća svjetla, plutače i slično.", što je dovelo do stvaranja Odbora za svjetionike Sjedinjenih Država koji će zamijeniti tijelo Ministarstva financija kao vladine agencije odgovorne za izgradnju i održavanje svih svjetionika i navigacijskih pomagala u SAD-u

### Poboljšanja osvjetljenja
Izvor svjetlosti uglavnom su bile drvene lomače ili ugljen, ali to je bilo skupo, jer su neki svjetionici trošili 400 tona ugljena godišnje. Često su se u koristile svijeće ili uljne svjetiljke uz udubljena zrcala. Francuzi su proveli niz testova između 1783. i 1788. s različitim rezultatima. Smeatonov svjetionik Eddystone koristio je 24 svijeće do 1810. godine.
Argandova svjetiljka, koju je 1782. izumio švicarski znanstvenik Aimé Argand, revolucionirala je osvjetljenje svjetionika svojim postojanim bezdimnim plamenom. Argandova svjetiljka imala je montiran fitilj svijeće u obliku rukava tako da zrak može prolaziti kroz središte fitilja, ali i oko vanjske strane fitilja, prije nego što se uvuče u cilindrični dimnjak. To je smirilo plamen i poboljšalo protok zraka. Rani modeli koristili su mljeveno staklo koje je ponekad bilo zatamnjeno oko fitilja. Kasniji modeli koristili su omotač torij-dioksida suspendiran iznad plamena, stvarajući jarko, postojano svjetlo. Svjetiljka Argand koristila je kitovo ulje, ogrc, maslinovo ulje ili drugo biljno ulje kao gorivo koje se gravitacijskim napajanjem dopremalo iz rezervoara postavljenog iznad plamenika. Svjetiljku je prvi put proizveo Matthew Boulton, u partnerstvu s Argandom, 1784. godine i postala je standard za svjetionike više od jednog stoljeća.
John Richardson Wigham prvi je razvio sustav za plinsko osvjetljenje svjetionika. Odbor za prigušivanje u Dublinu dobio ga je 1865. godine, a svoj novi plinski 'crocus' plamenik postavio je na svjetionik Baily u Howth Headu, dajući izlaz četiri puta snažniji od ekvivalentnih uljnih svjetala. Poboljšani "kompozitni" dizajn, instaliran u svjetlu Baily 1868. godine, bio je 13 puta snažniji od najsjajnijeg svjetla do tada poznatog, prema znanstveniku Johnu Tyndallu, savjetniku svjetioničke vlasti Ujedinjenog Kraljevstva, Trinity Houseu.
Godine 1870., svjetlo na Wicklow Headu je opremljeno Wighamovim patentom, mehanizmom isprekidanih bljeskova, koji dovod plina regulirao pomoću satnog mehanizma. Kada se ovaj mehanizam kombinirao s okretnom lećom u svjetioniku Rockabill, proizveden je prvi svjetionik na svijetu s grupnim karakteristikama bljeska.
Isparavajući uljni plamenik izumio je 1901. Arthur Kitson, a poboljšao David Hood u Trinity Houseu. Gorivo je isparavalo pod visokim tlakom i izgarano da bi se zagrijalo plašt, dajući više od šest puta veću osvjetljenost od tradicionalnih uljnih svjetala.
Korištenje plina kao rasvjetnog sredstva postalo je široko dostupno izumom Dalénovog svjetla od strane švedskog inženjera Gustafa Daléna. 1906. godine Dalén je postao glavni inženjer u tvrtki Gas Accumulator Company. U početku je Dalén radio s acetilenom, izuzetno eksplozivnim ugljikovodičnim plinom. Dalén je izumio Agamassan (Aga), supstrat koji se koristi za upijanje plina omogućujući sigurno skladištenje, a time i komercijalnu eksploataciju. Acetilen je proizveo izuzetno svijetlo bijelo svjetlo i odmah je zamijenio LPG mutnijeg plamena kao gorivo izbora u osvjetljenju svjetionika. Dalén je u svoje svjetlo uvrstio još jedan izum - sunčani ventil. Ovaj je uređaj omogućio svjetlu rad samo noću, štedeći gorivo i produžujući njihov vijek trajanja na više od godinu dana.
Oprema svjetionika AGA radila je bez ikakvog napajanja električnom energijom i stoga je bila izuzetno pouzdana. Za surovo obalno područje poput Skandinavije, njegova masovna, robusna, minimalna svjetla za održavanje bila su značajna blagodat za sigurnost i egzistenciju. Svjetionici AGA prekrili su cijeli Panamski kanal. Tehnologija je bila pretežni oblik izvora svjetlosti u svjetionicima od 1900-ih do 1960-ih, kada je električna rasvjeta postala dominantna.
Prvi električno osvijetljeni svjetionik bio je toranj u Dungenessu u Kentu 1862. godine. Pokretala ga je velika karbonska lučna lampa, iako je kasnije pretvorena natrag u ulje, jer je lučnim lampama bilo teško rukovati (trebao je dvostruko veći broj čuvara) i nisu bile isplative kao uljne lampe. Svjetionik South Foreland bio je prvi toranj koji je uspješno koristio električno svjetlo 1875. godine. Svjetla s ugljeničnim lukovima svjetionika napajala je magneta na parni pogon. 

### Optika
Razvojem stalnog osvjetljenja Argandove svjetiljke primjena optičkih leća za povećanje i fokusiranje intenziteta svjetlosti postala je praktična mogućnost. William Hutchinson razvio je prvi praktični optički sustav 1763. godine, poznat kao katoptrijski sustav. Konstruirao je paraboloidne reflektore pričvršćujući male dijelove reflektirajućeg materijala na odljev koji je oblikovan u približni paraboloid. Ovaj osnovni sustav učinkovito je kolimatirao emitiranu svjetlost u koncentrirani snop, čime je uvelike povećao vidljivost svjetlosti. Njegov je sustav instaliran u novoizgrađenom svjetioniku Leasowe, a kasnije je kopiran negdje drugdje. Sposobnost fokusiranja svjetlosti dovela je do prvih okretnih svjetioničkih zraka, gdje bi se mornarima svjetlost činila kao niz isprekidanih bljeskova. Također je postalo moguće prenositi složene signale pomoću svjetlosnih bljeskova.
Ideja o stvaranju tanjih, lakših leća izradom zasebnih odjeljaka montiranih u okvir često se pripisuje Georges-Louisu Leclercu, Comteu de Buffonu. Markiz de Condorcet (1743–1794) predložio je brušenje takve leće iz jednog tankog komada stakla.
Međutim, upravo je francuski fizičar i inženjer Augustin-Jean Fresnel zaslužan za razvoj višedijelne Fresnelove leće za uporabu u svjetionicima. Njegov dizajn omogućio je konstrukciju leća velikog otvora i kratke žarišne duljine, bez mase i volumena materijala koji bi bili potrebni leći konvencionalnog dizajna. Fresnelova leća može se učiniti puno tanjom od usporedivih uobičajenih leća, u nekim slučajevima poprimivši oblik ravnog lima. Fresnelova leća također može hvatati više kosog svjetla od izvora svjetlosti, omogućavajući tako svjetlost svjetionika opremljenog jednim da bude vidljiva na većim udaljenostima.
Prva Fresnelova leća korištena je 1823. godine u svjetioniku u Cordouanu na estuariju Gironde ; njegovo se svjetlo moglo vidjeti s više od 32 km. Škotski fizičar Sir David Brewster zaslužan je za uvjeravanje britanskih vlasti da ove leće ugrade u svoje svjetionike. Fresnelov izum povećao je osvjetljenost svjetionika za faktor 4 i njegov je sustav i dalje u uobičajenoj upotrebi.